# 哈廷顿侯爵夫人凯瑟琳·卡文迪许
凯瑟琳·阿格尼丝·“基克”·卡文迪许，哈廷顿侯爵夫人（Kathleen Agnes "Kick" Cavendish, Marchioness of Hartington，1920年2月20日—1948年5月13日），美国名媛，美国驻英大使老约瑟夫·P·肯尼迪之女，美国总统约翰·F·肯尼迪胞妹，哈廷顿侯爵威廉·卡文迪许之妻。

## 生平
凯瑟琳·“基克”·肯尼迪，1920年2月20日生于美国马萨诸塞州布鲁克莱恩，是老约瑟夫·P·肯尼迪的次女，在家中排行第四。七岁时随父亲迁居纽约布隆克維（Bronxville），入读当地的私立学校里弗代爾县学校（Riverdale Country School）。自里弗代爾毕业后，她又入读康涅狄格州格林尼治私立天主教女校圣心诺顿修院学校（Noroton Convent of the Sacred Heart）。此后，凯瑟琳出国留学，到法国納伊（Neuilly）入读圣子修院学校（Holy Child Convent）。
1938年，老约瑟夫获总统富兰克林·D·罗斯福任命为驻英大使，刚刚完成学业的凯瑟琳也随父亲迁居英国。在同年5月12日的一个宴会上，他人正式向当地名流介绍凯瑟琳。在此期间，她参与了多项社会活动的组织工作，也结识了未来的丈夫哈廷顿侯爵威廉·卡文迪许。
1939年，英国向德国宣战，凯瑟琳随母亲回到美国。这段时间里，她曾入读纽约芬奇学校（Finch School）与佛羅里達商業學院（Florida Commercial College）。
在商业学院深造期间，凯瑟琳曾在纽约红十字会参与义务工作。她又计划举办慈善午宴与时装展，并将收入转交盟军救济会，帮助在战争中受伤，导致肢体不健全的英国海员。
1941年，凯瑟琳决定离校，参与华盛顿时代先驱报（Washington Times-Herald）的编辑工作。她在报社中担任行政总裁法兰克·沃尔德罗普（Frank Waldrop）的研究助手。凯瑟琳同时兼任专栏作家因加·阿瓦德（Inga Arvad）的助手。阿瓦德负责的专栏名为“你是否恰好发现了…？”（Did you happen to see...？），专门介绍官员。凯瑟琳后来开设了自己的专栏，内容以戏剧、电影评论为主。后来阿瓦德离开了报社，凯瑟琳接管了她的专栏。
在报社中任职一段时间后，凯瑟琳又决定回到红十字会，到伦敦救济人民。在美国接受了特别训练后，她乘船前往英国。抵达伦敦后，凯瑟琳在Hans Crescent出任项目助手。Hans Crescent是一个负责向军官提供食物、补给与住所的机构。
1944年5月6日，凯瑟琳在母亲的反对下，与信仰新教（英国国教会）的哈廷顿侯爵结婚，在她的家人中，只有小约瑟夫·P·肯尼迪出席了婚礼。四个星期后，哈廷顿离开妻子，到法国与德军作战。他在同年9月10日在比利时被德军狙击手击中，当场身亡。德文郡公爵这个头衔的继承人，也因此由哈廷顿改为哈廷顿的幼弟安德鲁（Andrew）。
丈夫阵亡后，凯瑟琳并未立即回到美国。她此前因结婚短暂退出红十字会，不过，她在结婚后不久就回到了红十字会，在查尔斯街会（Charles Street Club）工作。凯瑟琳在此之后回到了美国探望家人，停留了很短的一段时间，就回到了英国，从此在伦敦生活。
1948年5月13日，凯瑟琳因飞机失事身亡，她所乘坐的飞机在法国坠毁。她的遗体葬于德比郡艾登瑟（Edensor）卡文迪许家族墓园，墓园就在查茨沃思（Chatsworth）开外。凯瑟琳的家人中，只有她的父亲老约瑟夫出席了葬礼。
1957年，凯瑟琳的家人为了纪念她，在纽约Purchase曼哈顿维尔大学（Manhattanville College）捐建了一栋大楼。